# NGC 4193
NGC 4193 este o galaxie activă situată în constelația Fecioara. A fost descoperită în 17 aprilie 1784 de către William Herschel. Se află la o distanță de 38,19 de megaparseci de Pământ.